# Antigua Hacienda de San Nicolás de Quijas
La Antigua Hacienda de San Nicolás de Quijas es un conjunto arquitectónico mexicano ubicado en el Municipio de Pinos, Zacatecas. En su interior se encuentra la capilla de San Nicolás Tolentino, declarada por la Unesco como Patrimonio de la Humanidad en 2010.

## Historia
La Hacienda de San Nicolás de Quijas fue construida a inicios del siglo XVII por Pedro Fernández de Quixas Escalante y Boroto. La obra principal fue concluida en 1697 por su nieto, Nicolás de Quixas Escalante y Flores de Bustos. La Hacienda fue nombrada en referencia a su dueño y en honor a San Nicolás de Tolentino, protector de las almas del purgatorio.
El interior de la Hacienda cuenta con diversas figuras decorativas como un barco que representa la reconquista de Sevilla realizada por el rey Fernando III de Castilla en 1248, un castillo de tres torres, un árbol, un lobo, flores, un yelmo y otros símbolos que representan a la familia de Quixas y las distinciones recibidas por su familia, incluyendo el escudo de armas que le fue concedido a su familia por la corona española.
En la década de 1920 la hacienda fue transformada por intervención del presidente Plutarco Elías Calles en un ejido, donde la tierra pasaba a ser propiedad comunal de los agricultores en cumplimiento de la reforma agraria de 1915. El ejido fue nombrado como «El Nigromante», en honor al político liberal del siglo XIX, Ignacio Ramírez, que firmaba sus escritos con el pseudónimo de «El Nigromante».

## Capilla de San Nicolás Tolentino
La Capilla de San Nicolás Tolentino es la única parte de la Hacienda que se mantiene en pie. Su fachada está decorada con imágenes de San Nicolás de Tolentino, San Juan Bautista, San Antonio de Padua y la Santísima Trinidad. Está construida en una planta de cruz latina de una sola nave, con una cúpula de base octogonal en el crucero rematada en una linternilla. La altura total de la cúpula es de 12.8 metros en la parte interna, mientras que la iglesia mide 29 metros de largo por 7 metros y medio de ancho. En su interior se encuentra enterrado un miembro de la familia García Rojas y posiblemente dos miembros de la familia Quijas Escalante, aunque se desconocen las identidades exactas. Cuenta con un campanario anexo en el lateral izquierdo.